# معهد روث
معهد ستفن روث هو معهد بحوث في جامعة تل أبيب في إسرائيل. المعهد هو مصدر للعلم ومنتدى لمناقشة أكاديمية الذي يشجع البحث في القضايا المتعلقة بنظريات والمظاهر اللاسامية والعنصرية. يتركز المعهد في على الأسس في الاستغلال الاجتماعي والسياسي بالنسبة لهؤلاء المظاهر في الفترة بعد انتهاء الخرب العالمية الثانية. 

## تفاصيل
تأسس المعهد كمشروع لدراسة معاداة السامية في خريف عام 1991, وترأسه البروفيسور دينا بورات من جامعة تل أبيب حتى عام 2010. منذ ذلك الحين يترأس الدكتور سكوت أوري من قسم التأريخ اليهودي كمدير المعهد. يقع المعهد داخل كلية علوم الإنسان بجامعة تل أبيب ويرتبط بمكتبة «وينير» لدراسة العصر النازي والهولوكوست في تل أبيب، الذي تعد موطناً لاحد من أغنى مجموعات الوثائق المتعلقة بالنظم والحركات الفاشية واللاسامية في العالم. ويرحب المعهد بالزوار ويعزز التعاون مع الجامعات ومعاهد البحوث خارج إسرائيل. 

### نشاطات المعهد
نشاطات المعهد: 
- الحفاظ على قاعدة بيانات موثوقة المتاحة بحرية من خلال الإنترنت، والتي تسجل تفاصيل الحوادث اللاسامية في جميع أنحاء العالم.
- تنظيم مؤتمرات وندوات أكاديمية في جامعة تل أبيب التي تجمع بين الباحثين لعرض المقالات وتقديم النقاش حول قضايا محددة يشكل مستقل، أو بالتعاون مع معاهد بحوث أخرى في إسرائيل والخارج.
- نشر تقرير سنوي لأحداث والاتجاهات اللاسامية في جميع أنحاء العالم.
- استضافة محاضرون زائرون من الخارج الذين يتناول أبحاثهم مختلف نواحي معاداة السامية والعنصرية.
- المشاركة في المؤتمرات السنوية، وحلقات العمل الدورية، والتبادلات أكاديمية للاتحاد الدولي لدراسة معاداة السامية والعنصرية بالتعاون مع معهد «بيرز» لدراسة اللاسامية في لندن، والمركز لدراسة اللاسامية في جامعة برلين للتكنولوجيا، ومؤسسات أخرى في إسرائيل وأميركا الشمالية.
- دعم طلاب البحوث والباحثين في جامعة تل أبيب التي يعزز أبحاثهم بفهم معاداة السامية والعنصرية.
- نشر دراسات حول جوانب محددة من معاداة السمنية والعنصرية.
- القيام بمشاريع بحثية حول مظاهر لاسامية وعنصرية. وتحقيقاً لهذه الغاية تتبنى المعهد نهجاً متعدد التخصصات يعتمد على قدرات وموارد الإدارات الأخرى في جامعة تل أبيب.

### وصلات خارجية
- موقع المعهد
- كراسة المعهد
- النشرة الإخبارية للمعهد – عام 2015
- النشرة الإخبارية للمعهد – عام 2016